# 肖宇梁
肖宇梁（1995年1月23日—），出生於甘肅省天水市，中國内地男演員、歌手。2015年，肖宇梁毕业于四川大学舞蹈系本科，同年考入中央民族大学舞蹈学院研究生班   。2016年1月12日，肖宇梁加入男子组合ZERO-G，从而正式出道 。

## 早年經歷
- 1995年1月23日，肖宇梁出生于甘肃省天水市，自幼跟随父亲学习武术。
- 2007年，12岁开始学习拉丁舞，同一年，他考入甘肃省艺术学校进行专业的舞蹈训练。
- 2011年，考入了四川大学艺术学院舞蹈学专业本科班。
- 2015年，成功考取了中央民族大学舞蹈学院研究生。
- 2018年，进入刘天池表演工坊学习，就此踏上了演艺之路。

## 艺人经历
2016：ZERO-G、男子組合 
- 2016年1月，ZERO-G于水立方出道，并随组了发布EP《Zero Gravity》，MV《孤单告急》，主打歌《Zero Gravity》，EP《一击即中》和特别单曲《天天念念》[2]。

- 2016年3月至4月间，参与综艺《炫动音乐前线》和《小鲜肉拿走不谢》的录制。

- 2016年10，ZERO-G于上海浅水湾文化艺术中心Q.Hall举办了首场演出。

## 演員時期
- 2017年4月，参演的古装玄幻剧《择天记》在湖南卫视金鹰独播剧场播出，在剧中饰演天道院大师兄庄换羽。

- 2018年7月，参演的现代动作冒险剧《沙海》在腾讯视频播出[3];同年，在刘天池表演工坊春季晚班的汇报表演中，参与表演了话剧《基督山伯爵》和电影《蓝宇》中的片段[4]。

- 2019年6月，主演的青春爱情剧《他的微笑》在爱奇艺上线，在剧中饰演启太，并演唱了主题曲《永恒的光》；12月，主演的反诈骗题材电视剧《反骗天下》在腾讯视频播出，其在剧中饰演天才少年米若 [5]。

- 2020年7月，出演都市爱情剧《世界上另一个你》开机拍摄[6] ；9月，其参加的轻综艺纪实节目《跟我走吧朋友（In China : Mission SOJOURNey）》在纪实人文频道播出[7]；12月，主演的青春冒险剧《终极笔记》在爱奇艺播出，此为肖宇梁第二次出演张起灵这一角色，凭借出色的表现，以肖瓶出圈[8]。

- 2021年10月30日，出席王者荣耀2021共创之夜，展示了王者荣耀音乐剧《摘星辰》片段 [9]。

- 2022年2月，客串出演的都市爱情剧《天王助理》在优酷播出，其在剧中饰演赵毅；同年2月，主演的古装甜宠剧《姻缘大人请留步》在优酷播出，其在剧中饰演的红鸾台御史许云川[10]。

## 演出作品
| 首播年份 | 剧名                   | 角色   | 备注           |
| 2017     | 擇天記                 | 庄换羽 |                |
| 2018     | 沙海                   | 张起灵 | 网络剧         |
| 2019     | 他的微笑               | 启太   | 网络剧         |
| 2019     | 反骗天下               | 米若   | 网络剧         |
| 2020     | 终极笔记               | 张起灵 | 网络剧         |
| 2021     | 《摘星辰》首支演出预告 | 东方曜 | 王者荣耀音乐剧 |
| 2021     | 被召唤的少年           | 安宁   | 短片           |
| 2022     | 天王助理               | 赵毅   | 网络剧，客串   |
| 2022     | 姻缘大人请留步         | 许云川 | 网络剧         |
| 2022     | 世界上另一个你         | 马子轩 | 网络剧         |

## 综艺节目
| 时间           | 节目名称                                       |
| 2016年3月31日  | 炫动音乐前线                                   |
| 2016年4月27日  | 小鲜肉拿走不谢                                 |
| 2016年7月30日  | 青春总动员                                     |
| 2020年9月6日   | 轻综艺纪实节目，《跟我走吧朋友》               |
| 2021年10月30日 | 2021共创之夜，王者荣耀音乐剧《摘星辰》首支预告 |

## 单曲
| 發佈日期  | 歌曲名稱     | 所屬專輯、备注               |
| 2019年6月 | 《永恒的光》 | 《他的微笑》主题曲，组合歌曲 |
| 2020年6月 | 《夜街》     | 首支个人单曲                 |
| 2022年3月 | 《婆娑》     | 新中式抒情古风歌曲           |

## 外部連結
- 肖宇梁的新浪微博
- 肖宇梁的Instagram帳戶